# Inhale
Inhale is een Amerikaanse thriller uit 2010, geregisseerd door Baltasar Kormákur. De hoofdrollen worden vertolkt door Dermot Mulroney en Diane Kruger.

## Verhaal
In een poging om zijn dochter te redden die een longtransplantatie nodig heeft, reist een vader naar Mexico om een arts te vinden die in zijn kliniek organen handelt. De reis blijkt erg gevaarlijk te zijn.

## Rolverdeling
| Acteur           | Personage      |
| ---------------- | -------------- |
| Dermot Mulroney  | Paul Stanton   |
| Diane Kruger     | Diane Stanton  |
| Sam Shepard      | James Harrison |
| Jordi Mollà      | Aguilar        |
| Vincent Perez    | Dr. Martínez   |
| Rosanna Arquette | Dr. Rubin      |
| David Selby      | Henry White    |
| Mia Stallard     | Chloe          |

## Release
De film ging in première op 12 september 2010 op het filmfestival Film by the Sea in Vlissingen. In IJsland en de Verenigde Staten verscheen de film op 22 oktober 2010 in de bioscoop.

## Ontvangst
Op Rotten Tomatoes heeft Inhale een waarde van 38% en een gemiddelde score van 4,5/10, gebaseerd op 24 recensies. Op Metacritic heeft de film een gemiddelde score van 39/100, gebaseerd op 13 recensies.

## Prijzen en nominaties
| Jaar | Prijs | Categorie              | Genomineerde(n)        | Uitslag     |
| ---- | ----- | ---------------------- | ---------------------- | ----------- |
| 2011 | Edda  | Regisseur van het jaar | Baltasar Kormákur      | Genomineerd |
| 2011 | Edda  | Beste cinematografie   | Óttar Guðnason         | Genomineerd |
| 2011 | Edda  | Beste montage          | Elisabet Ronaldsdóttir | Genomineerd |